# Cantonul Dreux-Est
Cantonul Dreux-Est este un canton din arondismentul Dreux, departamentul Eure-et-Loir, regiunea Centru, Franța.

## Comune
| Comune                             | Populație (1999) | Cod poștal | Cod INSEE |
| ---------------------------------- | ---------------- | ---------- | --------- |
| La Chapelle Forainvilliers         | 180              | 28500      | 28076     |
| Charpont                           | 547              | 28500      | 28082     |
| Chérisy                            | 1.839            | 28500      | 28098     |
| Dreux (fraction est de la commune) | 31.195           | 28100      | 28134     |
| Écluzelles                         | 172              | 28500      | 28136     |
| Germainville                       | 309              | 28500      | 28178     |
| Luray                              | 1.591            | 28500      | 28223     |
| Mézières en Drouais                | 1.059            | 28500      | 28251     |
| Ouerre                             | 673              | 28500      | 28292     |
| Sainte Gemme Moronval              | 1.061            | 28500      | 28332     |